# Detlef Gronenborn

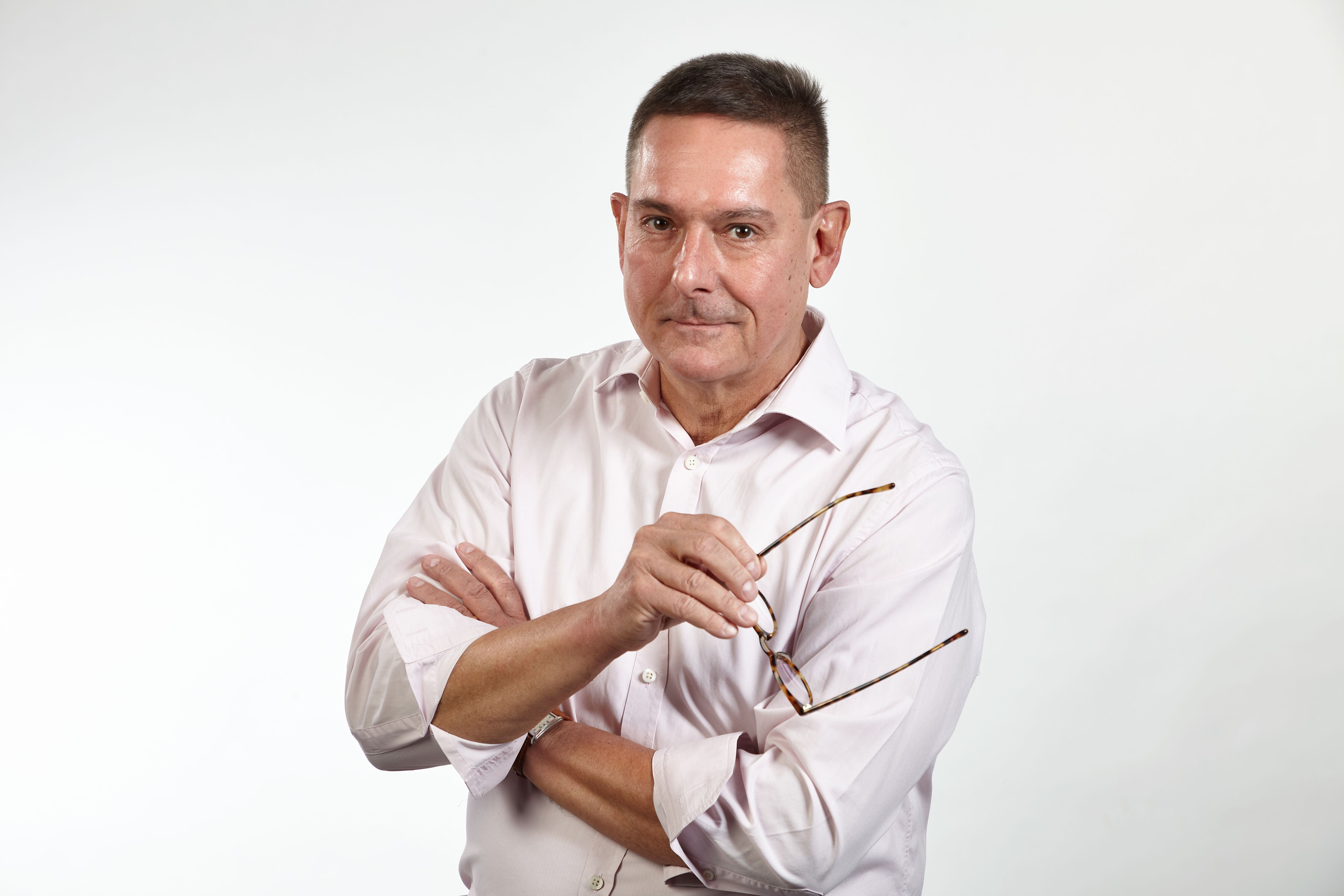
Detlef Gronenborn

Detlef Gronenborn (* 5. Februar 1962) ist ein deutscher Prähistorischer Archäologe, Autor und Hochschullehrer. Forschungsschwerpunkte sind die Kulturen der Jungsteinzeit in Europa, aber auch die Eisenzeit bis zum Beginn der Europäischen Expansion in West- und Südafrika, ferner die Auswirkungen von Klima auf vergangene Gesellschaften, die Sozial- und Ethnoarchäologie sowie die Ethnohistorie.

## Studium
Gronenborn studierte von 1982 bis 1989 Vor- und Frühgeschichte, Historische Ethnologie und Provinzialrömische Archäologie an der Universität zu Köln sowie an der Goethe-Universität Frankfurt am Main. Er beendete sein Studium im Jahr 1990 mit einem Magister Artium in Frankfurt am Main (Ur- und Frühgeschichte) bei Jens Lüning mit dem Thema: Das Steinmaterial des bandkeramischen Siedlungsplatzes Friedberg-Bruchenbrücken, Wetteraukreis (1989).
Es folgte 1993 die Promotion zum Dr. phil. ebenfalls an der Goethe-Universität mit dem Thema: Silexartefakte der ältestbandkeramischen Kultur. Im Jahr 2001 habilitierte sich Gronenborn, wiederum an der Goethe-Universität, mit dem Thema mai mbauji – Eine Studie über Entstehung und Wandel eisenzeitlich-historischer Fürstentümer im südlichen Tschadbecken (7./8. Jahrhundert n. Chr. bis ca. 1925).

## Akademische Laufbahn
Von 1992 bis 1997 war Gronenborn Wissenschaftlicher Mitarbeiter des Sonderforschungsbereichs 268 „Kulturentwicklung und Sprachgeschichte im Naturraum Westafrikanische Savanne“ an der Goethe-Universität, anschließend 1997–98 Adjunct Assistant Professor an der University of Florida. Mit einem Habilitandenstipendium der Deutschen Forschungsgemeinschaft (DFG) konnte er sich von 1998 bis 2000 seiner Habilitationsschrift widmen. Im Jahre 2001 erhielt er die Lehrberechtigung ebenfalls in Frankfurt am Main. Als Privatdozent war er dort von 2001 bis 2003 tätig; zudem hatte er ab 2001 einen Lehrauftrag an der Georg-August-Universität Göttingen.
Es folgten von 2001 bis 2002 eine Arbeit als Wissenschaftlicher Angestellter an der Otto-Friedrich-Universität Bamberg und von 2002 bis 2003 ein Forschungsauftrag am Leibniz-Zentrum für Archäologie (LEIZA), ehemals Römisch-Germanischen Zentralmuseum, in Mainz. Dort ist er seit 2003 Wissenschaftlicher Angestellter und seit 2004 Konservator, seit 2019 Stv. Kompetenzbereichsleiter „Vorgeschichte“.
Mit der Umhabilitation an die Johannes Gutenberg-Universität Mainz im 2003 trat er dort die Stelle eines Privatdozenten an. Seit 2007 ist er außerplanmäßiger Professor an der Johannes-Gutenberg-Universität. Dort lehrt er seit 2007 kontinuierlich zum Neolithikum in Mitteleuropa und betreute zahlreiche Abschlussarbeiten, sowohl Magisterarbeiten wie auch Dissertationen.
Zwischen 2009 und 2014 war Gronenborn Honorary Research Fellow an der School of Geography, Archaeology and Environmental Studies der University of the Witwatersrand in Johannesburg, Südafrika. Seit 2014 ist er Korrespondierendes Mitglied des Deutschen Archäologischen Instituts.

## Forschung
Gronenborns regionale wissenschaftliche Schwerpunkte liegen in Europa sowie West- und Südafrika. Er begann seine Forschungen in den späten 1980er Jahren mit Studien zu den Silexartefakten der ältestbandkeramischen Kultur, in den 1990er Jahren weitete er seine Interessen auf jüngere Perioden in Afrika aus. Nach Forschungen zur Expansion des islamischen Reiches Bornu in Nordostnigeria war Gronenborn 2004 bis 2006 an einem Projekt zwischen der Witwatersrand-Universität und dem Institut Français d’Afrique du Sud beteiligt, das Fundplätze der Khoikhoi in Südafrika historisch und archäologisch dokumentierte.
Zwischen 2007 und 2014 leitete Gronenborn ein LEIZA-Restaurierungsprojekt zum frühhistorischen Fundplatz Durbi Takusheyi im Bundesstaat Katsina in Nordnigeria. Seit 2013 ist er in mehrere archäologische und ethnohistorische Projekte in Zimbabwe eingebunden.
Neben den Forschungen in Afrika arbeitete Gronenborn weiterhin zur frühen Landwirtschaft in Europa, so war er 2001–2003 an einem INTAS-Projekt zur frühen Landwirtschaft im nordwestlichen Russland beteiligt und 2004 bis 2006 an einem ESF-Projekt zu frühen landwirtschaftlichen Technologien im westlichen Eurasien.
Seit 2008 erforschte er die jungneolithische befestigte Höhensiedlung Kapellenberg bei Hofheim am Taunus. Hier führt er in Zusammenarbeit mit dem Landesamt für Denkmalpflege Hessen und dem Magistrat der Stadt Hofheim jährliche Ausgrabungen als Praktika im Rahmen seiner Lehrtätigkeit an der Johannes Gutenberg-Universität in Mainz durch.

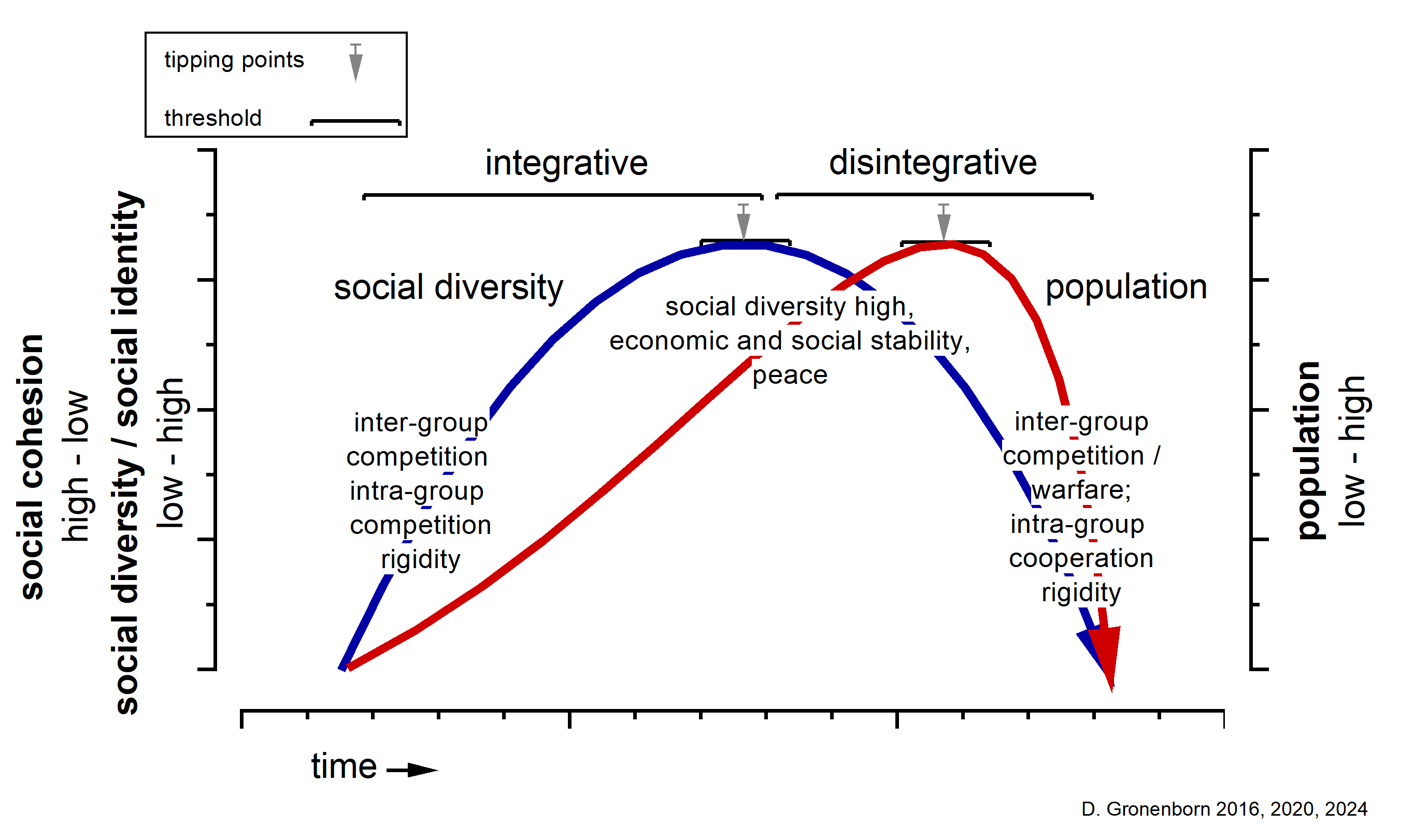
Vereinfachtes Grundmuster der zyklischen Abfolge gesellschaftlicher Zustände (nach Gronenborn 2016; Gronenborn et al. 2017; Gronenborn et al. 2020)

Seit 2009 befasst sich Gronenborn mit langfristigen gesellschaftlichen Prozessen innerhalb der Jungsteinzeit. Hier stehen zyklenbasierte theoretische Ansätze im Vordergrund. Grundlage waren zunächst die sogenannten Adaptiven Zyklen, später dann auf staatliche Gesellschaften angepasste Theorien wie die Dual Processual Theory unter anderem entwickelt von Richard Blanton und, in Zusammenarbeit mit Peter Turchin, die Structral Demographic Theory.
Im auf einfache bäuerliche Gesellschaften angepassten Grundmuster Gronenborns stehen Phasen sich verändernder Zustände gesellschaftlichen Zusammenhalts im Vordergrund. Diese Abfolgen lassen sich in der materiellen Kultur wiederfinden, vorzugsweise in langen Zeitreihen etwa von Keramik. Auch Daten zu Populationsdynamiken können zum Erkennen solcher Zyklen herangezogen werden, allerdings besteht bei hoher zeitlicher Auflösung nicht immer eine Deckungsgleichheit zwischen sozialen Abfolgen und Populationsdynamiken. Das Grundmuster ist dabei im Sinne einer stark vereinfachten und verallgemeinernden Näherung zu verstehen, deren spezifische Ausformung im Einzelfall durchaus abweichen kann: Am Anfang eines Zyklus‘ steht eine Phase von internen Auseinandersetzungen bei der Aushandlung von sozialen Identitäten, welche die Konstituierung des gesellschaftlichen Zusammenhalts bestimmen. Es folgen Zeiten des Wohlstandes und internen Friedens. Die zunehmende Diversität sozialer Identitäten führt jedoch zu internen Interessenskonflikten und einem Aufbrechen des gesellschaftlichen Zusammenhalts, was in zunehmende Gewalt mündet. Demnach enden frühe agrarbasierte Gesellschaften in einem inhärenten Verfallsprozess („Inherent Collapse“). Am Ende eines solchen Zyklus stehen vermehrt soziale Konflikte und Gewalt aber auch ein wirtschaftlicher Zusammenbruch – Vorgänge, wie sie etwa für das Ende des Altneolithikums und der Linienbandkeramischen Kultur archäologisch gut dokumentiert sind.

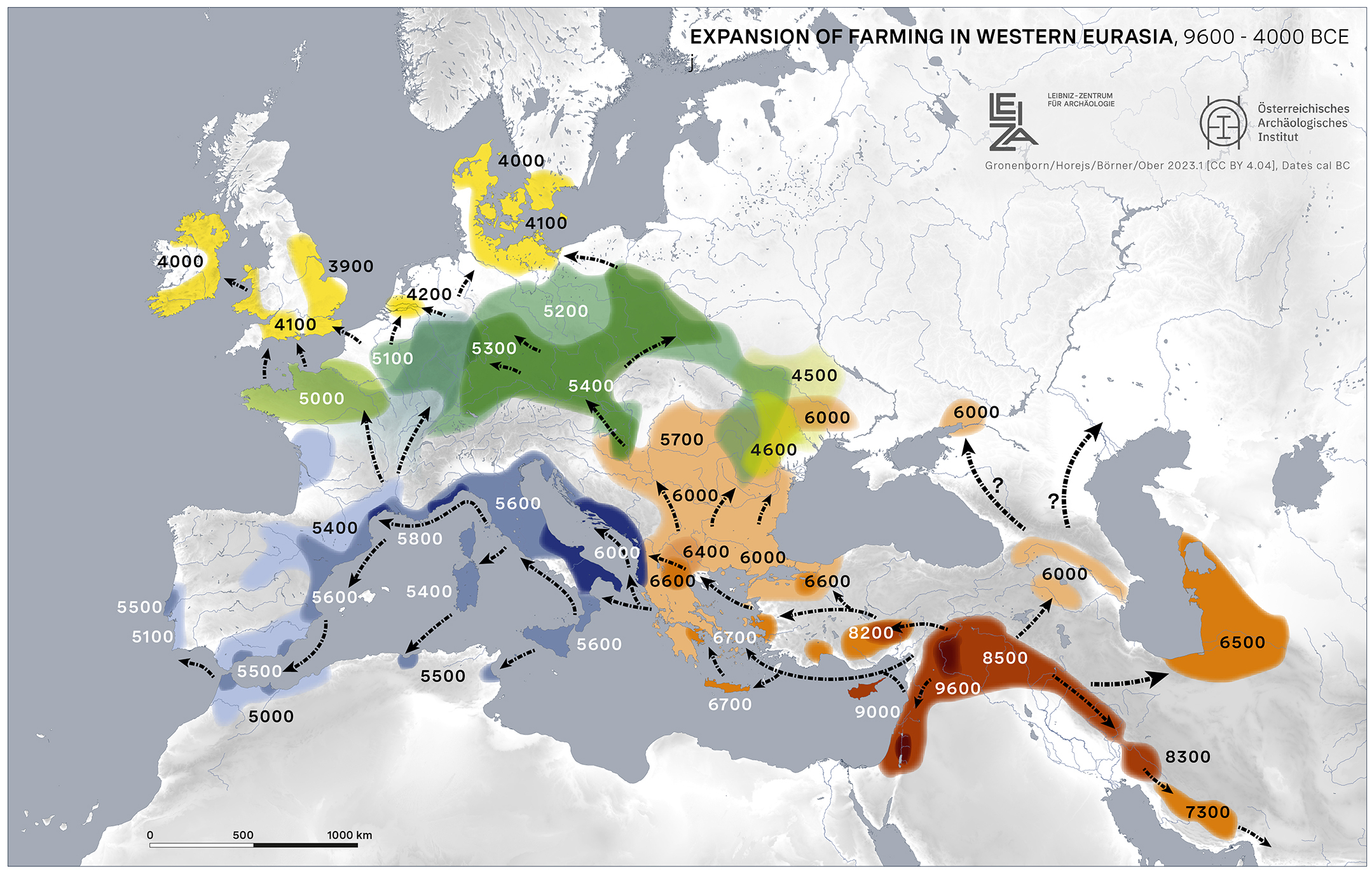
Ausbreitung der Landwirtschaft im westlichen Eurasien, 9600 -4000 v. Chr. Vers. 2023.1

Folgestudien zu Populationsdynamiken auf kontinentaler Ebene zeigen, dass dieser zyklenbasierte Ansatz – auch unter Einbeziehung mathematischer Simulationen – ein robustes Erklärungsmodell sowohl für große Räume wie auch lange Zeitreihen (Mittleres Holozän) in Europa bietet. Immer wiederkehrende gesellschaftliche Verfallsprozesse mit zunehmender Gewalt innerhalb und zwischen Gruppen bestimmen offensichtlich die Dynamiken des nacheiszeitlichen Europa über lange Zeiträume.

### Populärwissenschaftliche Arbeiten (Auswahl)
Neben zahlreichen öffentlichen Vorträgen und Publikationen aktualisiert Gronenborn seit 2005 in unregelmäßigen Abständen eine Karte zur Expansion neolithischer Gesellschaften im westlichen Eurasien, seit 2021 zusammen mit Barbara Horejs.
Zusammen mit der Stadt Hofheim richtete Gronenborn 2021 einen Archäologischen Rundweg am Kapellenberg ein.

## Veröffentlichungen (Auswahl)

### Monographien und Herausgeberschaften (Auswahl)
- Silexartefakte der ältestbandkeramischen Kultur. Mit einem Beitrag von Jean-Paul Caspar (= Universitätsforschungen zur prähistorischen Archäologie. Band 37). R. Habelt, Bonn 1997, ISBN 978-3-7749-2726-1.
- als Herausgeber: 1Klimaveränderungen und Kulturwandel in neolithischen Gesellschaften Mitteleuropas 6700–2200 v. Chr. Verlag des Römisch-Germanischen Zentralmuseums, Mainz 2005, ISBN 3-88467-096-4 epic.awi.de
- als Herausgeber mit Jörg Petrasch: Die Neolithisierung Mitteleuropas. Internationale Tagung, Mainz 24. bis 26. Juni 2005. Verlag des Römisch-Germanischen Zentralmuseums, Mainz 2010, ISBN 978-3-88467-159-7.
- als Herausgeber mit Plan Shenjere-Nyabezi, und Gilbert Pwiti The Past in the Present. The archaeology of North-Western Zimbabwe and the Nambya state. Weaver Press, Harare 2023.

### Buch- und Zeitschriftenartikel (Auswahl)
- A Variation on a Basic Theme: The Transition to Farming in Southern Central Europe. In: Journal of World Prehistory. Band 13, Nr. 2, 1999, S. 123–210.
- Transregional Culture Contacts and the Neolithization Process in Northern Central Europe. In: Peter Jordan, Marek Zvelebil (Hrsg.): Ceramics before farming: the dispersal of pottery among prehistoric Eurasian hunter-gatherers. Left Coast Press, Walnut Creek CA 2009, ISBN 978-1-59874-245-9, S. 527–550 (englisch; academia.edu).
- Climate, Crises, and the »Neolithisation« of Central Europe between IRD-events 6 and 4. In: Die Neolithisierung Mitteleuropas. The Spread of the Neolithic to Central Europe. Verlag des Römisch-Germanischen Zentralmuseums Mainz, Mainz 2010, ISBN 978-3-88467-159-7, S. 61–81 (englisch; academia.edu).
- Gronenborn, D., Strien, H.-C., Dietrich, S. & Sirocko, F. (2014) ‘Adaptive cycles’ and climate fluctuations: A case study from Linear Pottery Culture in western Central Europe. Journal of Archaeological Science, 51(November), 73–83. Available from doi:10.1016/j.jas.2013.03.015.
- Migrations before the Neolithic? The Late Mesolithic blade-and-trapeze horizon in Central Europe and beyond. In: Harald Meller/Falko Daim/Johannes Krause et al. (Eds.). Migration und Integration von der Urgeschichte bis zum Mittelalter. 9. Mitteldeutscher Archäologentag vom 20. bis 22. Oktober 2016 in Halle (Saale) = Migration and integration from prehistory to the Middle Ages; 9th Archaeological Conference of Central Germany October 20-22, 2016 in Halle (Saale). Landesamt für Denkmalpflege und Archäologie Sachsen-Anhalt Landesmuseum für Vorgeschichte, Halle (Saale) 2017, 113–127.
- Du Kanem-Bornou aux cités Haussa. Empires, Islam et commerce au Sahel Central. In: François-Xavier Fauvelle (Ed.). L'Afrique ancienne. De l’Acacus au Zimbabwe. 20 000 avant notre ère - XVIIe siècle. Belin / Humensis; Editions Belin, Paris 2018, 203–223.
- Polities and trade in Medieval Northern Nigeria. In: Kathleen Bickford Berzock (Ed.). Caravans of gold, fragments in time. Art, culture, and exchange across medieval Saharan Africa. Mary and Leigh Block Museum of Art, Northwestern University; In association with Princeton University Press, Princeton, NJ, 2019, 161–171.

### Populärwissenschaftliche und Ausstellungskatalogbeiträge (Auswahl)
- Faszination Jungsteinzeit. Verlag des RGZM, Mainz 2007, ISBN 978-3-88467-111-5 (online).
- Als Herausgeber: Gold, Slaves, and Ivory. Medieval Empires in Northern Nigeria. Mainz, Römisch-Germanisches Zentralmuseum, Mainz 2011, ISBN 978-3-7954-2541-8.
- zusammen mit Thomas Terberger: Vom Jäger und Sammler zum Bauern: Die Neolithische Revolution. Konrad Theiss, Stuttgart 2014, ISBN 978-3-8062-2189-3.
- zusammen mit Wolfgang Haak, Als Europa (zu) Europa wurde. Die großen Migrationen im Neolithikum. In: Matthias Wemhoff/Michael M. Rind (Eds.). Bewegte Zeiten. Archäologie in Deutschland. Petersberg, Michael Imhof Verlag, 72–77.
- zusammen mit Plan Nyabezi, Frühe Globalisierung in Afrika. Archäologie in Deutschland (3), 2020, 14–19.